# Dead Man's Folly
Dead Man's Folly (A extravagância do morto, no Brasil / Poirot e o jogo macabro ou Jogo macabro, em Portugal) é um romance policial de Agatha Christie, publicado em 1956. 
É um caso investigado pelo detetive belga Hercule_Poirot e também conta com a participação da escritora Ariadne Oliver.

## Enredo
Ariadne Oliver é contratada para planejar um jogo do tipo "caça ao assassino" a realizar-se em uma casa de campo, Nasse, vizinha de um albergue para jovens. Intrigada com algo indefinido e pressentindo que algo trágico poderia ocorrer, ela convida Hercule Poirot para ir até lá. 
Em Nasse, propriedade de Sir George Stubbs e sua jovem esposa, Hattie Stubbs, Poirot encontra ainda: Alec e Sally Legge, um jovem casal; a secretária de George, Amanda Brewis; um casal mais velho, os Masterton; o capitão Jim Warburton; Amy Folliat, antiga proprietária da Mansão; Michael Weyman, amigo de Sally e arquiteto que está trabalhando em Nasse; e por fim, Etienne de Sousa, primo de Hattie que chega algum tempo depois para se hospedar por uns dias. Poirot deverá entregar o prêmio ao vencedor do jogo, que será aberto ao público mediante pagamento de ingressos. 
O jogo envolve pistas espalhadas em um esquema sequencial, até se chegar a cena do crime, a casa dos barcos, uma casinha próxima ao lago, em algum ponto do bosque da propriedade. Dentro dela, o jogador deverá encontrar um falso cadáver, interpretado por uma adolescente da região, Marlene Tucker. O grande mistério tem início quando Poirot e a Sra. Oliver vão verificar se está tudo correndo como planejando, e encontram a jovem realmente morta; estrangulada. Ao mesmo tempo, Hattie Stubbs desaparece sem deixar rastros. Caberá a Poirot e ao Inspetor Bland, oficialmente designado para o caso, solucionar os dois mistérios e descobrir a relação entre eles.